# فهرست قسمت‌های چگونه با مادرتان آشنا شدم
چگونه با مادرتان آشنا شدم یک کمدی آمریکایی است که توسط کارتر بیز و کریگ توماس نوشته و ساخته شده است.

## نمای کلی سریال
| فصل | قسمت‌ها | قسمت‌ها | تاریخ اصلی روی آنتن رفتن | تاریخ اصلی روی آنتن رفتن | رتبه |
| فصل | قسمت‌ها | قسمت‌ها | اولین بار                | آخرین بار                | رتبه |
| --- | ------ | ------ | ------------------------ | ------------------------ | ---- |
| ۱   | ۲۲     | ۲۲     | ۱۹ سپتامبر ۲۰۰۵          | ۱۵ مه ۲۰۰۶               | ۸۵   |
| ۲   | ۲۲     | ۲۲     | ۱۸ سپتامبر ۲۰۰۶          | ۱۴ مه ۲۰۰۷               | ۶۱   |
| ۳   | ۲۰     | ۲۰     | ۲۴ سپتامبر ۲۰۰۷          | ۱۹ مه ۲۰۰۸               | ۷۰   |
| ۴   | ۲۴     | ۲۴     | ۲۲ سپتامبر ۲۰۰۸          | ۱۸ مه ۲۰۰۹               | ۴۹   |
| ۵   | ۲۴     | ۲۴     | ۲۱ سپتامبر ۲۰۰۹          | ۲۴ مه ۲۰۱۰               | ۴۲   |
| ۶   | ۲۴     | ۲۴     | ۲۰ سپتامبر ۲۰۱۰          | ۱۶ مه ۲۰۱۱               | ۴۸   |
| ۷   | ۲۴     | ۲۴     | ۱۹ سپتامبر ۲۰۱۱          | ۱۴ مه ۲۰۱۲               | ۴۵   |
| ۸   | ۲۴     | ۲۴     | ۲۴ سپتامبر ۲۰۱۲          | ۱۳ مه ۲۰۱۳               | ۴۲   |
| ۹   | ۲۴     | ۲۴     | ۲۳ سپتامبر ۲۰۱۳          | ۳۱ مارس ۲۰۱۴             | ۲۸   |

## قسمت‌ها

### فصل ۱ (۰۶–۲۰۰۵)
| شم. کلی | شم. در فصل | عنوان                                         | کارگردان     | نویسنده                 | تاریخ انتشار اصلی | کد تولید | US تعداد بیننده (میلیون) |
| ------- | ---------- | --------------------------------------------- | ------------ | ----------------------- | ----------------- | -------- | ------------------------ |
| ۱       | ۱          | «قسمت آزمایشی»                                | پاملا فرایمن | کارتر بیز و کریگ توماس  | ۱۹ سپتامبر ۲۰۰۵   | 1ALH79   | 10.94                    |
| ۲       | ۲          | «زرافه بنفش»                                  | پاملا فرایمن | کارتر بیز و کریگ توماس  | ۲۶ سپتامبر ۲۰۰۵   | 1ALH01   | 10.40                    |
| ۳       | ۳          | «طعم شیرین آزادی»                             | پاملا فرایمن | فیل لرد و کریستوفر میلر | ۳ اکتبر ۲۰۰۵      | 1ALH02   | 10.44                    |
| ۴       | ۴          | «بازگشت پیراهن»                               | پاملا فرایمن | کورتنی کنگ              | ۱۰ اکتبر ۲۰۰۵     | 1ALH03   | 9.84                     |
| ۵       | ۵          | «باشه عالی»                                   | پاملا فرایمن | کریس هریس               | ۱۷ اکتبر ۲۰۰۵     | 1ALH04   | 10.14                    |
| ۶       | ۶          | «کدو تنبل شلخته»                              | پاملا فرایمن | برندا اسو               | ۲۴ اکتبر ۲۰۰۵     | 1ALH05   | 10.89                    |
| ۷       | ۷          | «خواستگار»                                    | پاملا فرایمن | کریس مارسیل و سم جانسون | ۷ نوامبر ۲۰۰۵     | 1ALH07   | 10.55                    |
| ۸       | ۸          | «دوئل»                                        | پاملا فرایمن | گلوریا کالدرون کلت      | ۱۴ نوامبر ۲۰۰۵    | 1ALH06   | 10.35                    |
| ۹       | ۹          | «شکم پر از بوقلمون»                           | پاملا فرایمن | فیل لرد و کریستوفر میلر | ۲۱ نوامبر ۲۰۰۵    | 1ALH09   | 10.29                    |
| ۱۰      | ۱۰         | «حادثه آناناس»                                | پاملا فرایمن | کارتر بیز و کریگ توماس  | ۲۸ نوامبر ۲۰۰۵    | 1ALH08   | 12.27                    |
| ۱۱      | ۱۱         | «لیموزین»                                     | پاملا فرایمن | کریس مارسیل و سم جانسون | ۱۹ دسامبر ۲۰۰۵    | 1ALH10   | 10.36                    |
| ۱۲      | ۱۲         | «عروسی»                                       | پاملا فرایمن | کورتنی کنگ              | ۹ ژانویه ۲۰۰۶     | 1ALH11   | 11.49                    |
| ۱۳      | ۱۳         | «درامول، لطفاً»                                | پاملا فرایمن | گلوریا کالدرون کلت      | ۲۳ ژانویه ۲۰۰۶    | 1ALH12   | 10.82                    |
| ۱۴      | ۱۴         | «زیب، زیب، زیب»                               | پاملا فرایمن | برندا اسو               | ۶ فوریه ۲۰۰۶      | 1ALH13   | 10.94                    |
| ۱۵      | ۱۵         | «شب بازی»                                     | پاملا فرایمن | کریس هریس               | ۲۷ فوریه ۲۰۰۶     | 1ALH14   | 9.82                     |
| ۱۶      | ۱۶         | «کیک فنجونی»                                  | پاملا فرایمن | ماریا فراری             | ۶ مارس ۲۰۰۶       | 1ALH15   | 10.15                    |
| ۱۷      | ۱۷         | «زندگی در میان گوریل‌ها»                       | پاملا فرایمن | کارتر بیز و کریگ توماس  | ۲۰ مارس ۲۰۰۶      | 1ALH16   | 9.80                     |
| ۱۸      | ۱۸         | «بعد از ساعت ۲ بامداد هیچ اتفاق خوبی نمی‌افتد» | پاملا فرایمن | کارتر بیز و کریگ توماس  | ۱۰ آوریل ۲۰۰۶     | 1ALH17   | 7.65                     |
| ۱۹      | ۱۹         | «مری پارالگال»                                | پاملا فرایمن | کریس هریس               | ۲۴ آوریل ۲۰۰۶     | 1ALH18   | 7.60                     |
| ۲۰      | ۲۰         | «بهترین پروم تاکنون»                          | پاملا فرایمن | ایرا اونگرلیدر          | ۱ مه ۲۰۰۶         | 1ALH19   | 7.24                     |
| ۲۱      | ۲۱         | «شیر»                                         | پاملا فرایمن | کارتر بیز و کریگ توماس  | ۸ مه ۲۰۰۶         | 1ALH20   | 8.07                     |
| ۲۲      | ۲۲         | «بیا دیگه»                                    | پاملا فرایمن | کارتر بیز و کریگ توماس  | ۱۵ مه ۲۰۰۶        | 1ALH21   | 8.64                     |

### فصل ۲ (۰۷–۲۰۰۶)
| شم. کلی | شم. در فصل | عنوان                        | کارگردان     | نویسنده                | تاریخ انتشار اصلی | کد تولید | US تعداد بیننده (میلیون) |
| ------- | ---------- | ---------------------------- | ------------ | ---------------------- | ----------------- | -------- | ------------------------ |
| ۲۳      | ۱          | «ما کجا بودیم؟»              | پاملا فرایمن | کارتر بیز و کریگ توماس | ۱۸ سپتامبر ۲۰۰۶   | 2ALH01   | 10.48                    |
| ۲۴      | ۲          | «عقرب و وزغ»                 | راب گرینبرگ  | کریس هریس              | ۲۵ سپتامبر ۲۰۰۶   | 2ALH02   | 9.14                     |
| ۲۵      | ۳          | «برانچ»                      | پاملا فرایمن | استیون لوید            | ۲ اکتبر ۲۰۰۶      | 2ALH03   | 9.32                     |
| ۲۶      | ۴          | «تدوین موزبی، معمار»         | پاملا فرایمن | کریستین نیومن          | ۹ اکتبر ۲۰۰۶      | 2ALH04   | 9.09                     |
| ۲۷      | ۵          | «بزرگ‌ترین زوج جهان»          | پاملا فرایمن | برندا اسو              | ۱۶ اکتبر ۲۰۰۶     | 2ALH06   | 9.05                     |
| ۲۸      | ۶          | «عدالت آلدرین»               | پاملا فرایمن | جیمی رونهایمر          | ۲۳ اکتبر ۲۰۰۶     | 2ALH05   | 9.59                     |
| ۲۹      | ۷          | «سوارلی»                     | پاملا فرایمن | گرگ مالینز             | ۶ نوامبر ۲۰۰۶     | 2ALH07   | 8.22                     |
| ۳۰      | ۸          | «آتلانتیک سیتی»              | پاملا فرایمن | ماریا فراری            | ۱۳ نوامبر ۲۰۰۶    | 2ALH08   | 9.33                     |
| ۳۱      | ۹          | «شرطه سیلی»                  | پاملا فرایمن | کورتنی کنگ             | ۲۰ نوامبر ۲۰۰۶    | 2ALH09   | 8.85                     |
| ۳۲      | ۱۰         | «استقامت مجردی»              | پاملا فرایمن | کریستین نیومن          | ۲۷ نوامبر ۲۰۰۶    | 2ALH10   | 9.85                     |
| ۳۳      | ۱۱         | «لیلی چگونه کریسمس را دزدید» | پاملا فرایمن | برندا اسو              | ۱۱ دسامبر ۲۰۰۶    | 2ALH12   | 8.66                     |
| ۳۴      | ۱۲         | «اولین بار در نیویورک»       | پاملا فرایمن | گلوریا کالدرون کلت     | ۸ ژانویه ۲۰۰۷     | 2ALH11   | 8.37                     |
| ۳۵      | ۱۳         | «ستون‌ها»                     | راب گرینبرگ  | مت کوهن                | ۲۲ ژانویه ۲۰۰۷    | 2ALH14   | 9.42                     |
| ۳۶      | ۱۴         | «دوشنبه شب فوتبال»           | راب گرینبرگ  | کارتر بیز و کریگ توماس | ۵ فوریه ۲۰۰۷      | 2ALH13   | 10.61                    |
| ۳۷      | ۱۵         | «پنی خوش‌شانس»                | پاملا فرایمن | جیمی رونهایمر          | ۱۲ فوریه ۲۰۰۷     | 2ALH15   | 9.68                     |
| ۳۸      | ۱۶         | «چیز»                        | پاملا فرایمن | کورتنی کنگ             | ۱۹ فوریه ۲۰۰۷     | 2ALH16   | 8.95                     |
| ۳۹      | ۱۷         | «آریودرسی، فیرو»             | پاملا فرایمن | کریس هریس              | ۲۶ فوریه ۲۰۰۷     | 2ALH17   | 9.33                     |
| ۴۰      | ۱۸         | «روز حرکت»                   | پاملا فرایمن | ماریا فراری            | ۱۹ مارس ۲۰۰۷      | 2ALH18   | 7.27                     |
| ۴۱      | ۱۹         | «پارتی مجردی»                | پاملا فرایمن | کارتر بیز و کریگ توماس | ۹ آوریل ۲۰۰۷      | 2ALH19   | 9.90                     |
| ۴۲      | ۲۰         | «نمایش»                      | پاملا فرایمن | گلوریا کالدرون کلت     | ۳۰ آوریل ۲۰۰۷     | 2ALH20   | 7.24                     |
| ۴۳      | ۲۱         | «چیز قرض گرفته شده»          | پاملا فرایمن | گرگ مالینز             | ۷ مه ۲۰۰۷         | 2ALH21   | 7.69                     |
| ۴۴      | ۲۲         | «یک چیز آبی»                 | پاملا فرایمن | کارتر بیز و کریگ توماس | ۱۴ مه ۲۰۰۷        | 2ALH22   | 9.90                     |

### فصل ۳ (۰۸–۲۰۰۷)
| شم. کلی | شم. در فصل | عنوان                      | کارگردان      | نویسنده                           | تاریخ انتشار اصلی | کد تولید | US تعداد بیننده (میلیون) |
| ------- | ---------- | -------------------------- | ------------- | --------------------------------- | ----------------- | -------- | ------------------------ |
| ۴۵      | ۱          | «صبر کن»                   | پاملا فرایمن  | کارتر بیز و کریگ توماس            | ۲۴ سپتامبر ۲۰۰۷   | 3ALH01   | 8.12                     |
| ۴۶      | ۲          | «ما اهل اینجا نیستم»       | پاملا فرایمن  | کریس هریس                         | ۱ اکتبر ۲۰۰۷      | 3ALH02   | 7.87                     |
| ۴۷      | ۳          | «چرخ سوم»                  | پاملا فرایمن  | دیوید همینگسون                    | ۸ اکتبر ۲۰۰۷      | 3ALH04   | 7.96                     |
| ۴۸      | ۴          | «پسران کوچک»               | رابرت گرینبرگ | کورتنی کنگ                        | ۱۵ اکتبر ۲۰۰۷     | 3ALH03   | 7.71                     |
| ۴۹      | ۵          | «چگونه با دیگران آشنا شدم» | پاملا فرایمن  | گلوریا کالدرون کلت                | ۲۲ اکتبر ۲۰۰۷     | 3ALH05   | 8.50                     |
| ۵۰      | ۶          | «من آن مرد نیستم»          | پاملا فرایمن  | جاناتان گروف                      | ۲۹ اکتبر ۲۰۰۷     | 3ALH07   | 7.82                     |
| ۵۱      | ۷          | «دویسترپلا»                | پاملا فرایمن  | برندا اسو                         | ۵ نوامبر ۲۰۰۷     | 3ALH06   | 8.77                     |
| ۵۲      | ۸          | «هشدار اسپویل»             | پاملا فرایمن  | استیون لوید                       | ۱۲ نوامبر ۲۰۰۷    | 3ALH08   | 8.42                     |
| ۵۳      | ۹          | «سیلی زدن»                 | پاملا فرایمن  | مت کوهن                           | ۱۹ نوامبر ۲۰۰۷    | 3ALH09   | 8.06                     |
| ۵۴      | ۱۰         | «یپس»                      | پاملا فرایمن  | جیمی رونهایمر                     | ۲۶ نوامبر ۲۰۰۷    | 3ALH10   | 7.91                     |
| ۵۵      | ۱۱         | «قانون پلاتین»             | پاملا فرایمن  | کارتر بیز و کریگ توماس            | ۱۰ دسامبر ۲۰۰۷    | 3ALH11   | 8.30                     |
| ۵۶      | ۱۲         | «فردا نه»                  | پاملا فرایمن  | کارتر بیز و کریگ توماس            | ۱۷ مارس ۲۰۰۸      | 3ALH12   | 9.61                     |
| ۵۷      | ۱۳         | «ده جلسه»                  | پاملا فرایمن  | کریس هریس، کارتر بیز و کریگ توماس | ۲۴ مارس ۲۰۰۸      | 3ALH14   | 10.67                    |
| ۵۸      | ۱۴         | «براکت»                    | پاملا فرایمن  | جو کلی                            | ۳۱ مارس ۲۰۰۸      | 3ALH13   | 9.50                     |
| ۵۹      | ۱۵         | «زنجیره فریاد»             | پاملا فرایمن  | کارتر بیز و کریگ توماس            | ۱۴ آوریل ۲۰۰۸     | 3ALH15   | 8.08                     |
| ۶۰      | ۱۶         | «قلعه‌های شنی در ساحل»      | پاملا فرایمن  | کورتنی کنگ                        | ۲۱ آوریل ۲۰۰۸     | 3ALH16   | 8.45                     |
| ۶۱      | ۱۷         | «بز»                       | پاملا فرایمن  | استیون لوید                       | ۲۸ آوریل ۲۰۰۸     | 3ALH17   | 8.84                     |
| ۶۲      | ۱۸         | «بازگشت برادر»             | پاملا فرایمن  | جیمی رونهایمر                     | ۵ مه ۲۰۰۸         | 3ALH18   | 8.36                     |
| ۶۳      | ۱۹         | «همه چیز باید بره»         | پاملا فرایمن  | جاناتان گروف و کریس هریس          | ۱۲ مه ۲۰۰۸        | 3ALH19   | 8.93                     |
| ۶۴      | ۲۰         | «معجزه»                    | پاملا فرایمن  | کارتر بیز و کریگ توماس            | ۱۹ مه ۲۰۰۸        | 3ALH20   | 7.99                     |

### فصل ۴ (۰۹–۲۰۰۸)
| شم. کلی | شم. در فصل | عنوان                    | کارگردان     | نویسنده                 | تاریخ انتشار اصلی | کد تولید | US تعداد بیننده (میلیون) |
| ------- | ---------- | ------------------------ | ------------ | ----------------------- | ----------------- | -------- | ------------------------ |
| ۶۵      | ۱          | «آیا من شما را می‌شناسم»  | پاملا فرایمن | کارتر بیز و کریگ توماس  | ۲۲ سپتامبر ۲۰۰۸   | 4ALH01   | 9.79                     |
| ۶۶      | ۳          | «بهترین برگر در نیویورک» | پاملا فرایمن | کارتر بیز و کریگ توماس  | ۲۹ سپتامبر ۲۰۰۸   | 4ALH02   | 8.72                     |
| ۶۷      | ۳          | پاملا فرایمن             | گرگ مالینز   | ۶ اکتبر ۲۰۰۸            | 4ALH04            | 8.97     |                          |
| ۶۸      | ۴          | «مداخله»                 | مایکل شی     | استیون لوید             | ۱۳ اکتبر ۲۰۰۸     | 4ALH03   | 9.25                     |
| ۶۹      | ۵          | «جزیره پناه»             | پاملا فرایمن | کریس هریس               | ۲۰ اکتبر ۲۰۰۸     | 4ALH05   | 9.45                     |
| ۷۰      | ۶          | «خوشبختانه همیشه»        | پاملا فرایمن | جیمی رونهایمر           | ۳ نوامبر ۲۰۰۸     | 4ALH06   | 9.40                     |
| ۷۱      | ۷          | «روز پدر نیست»           | پاملا فرایمن | رابیا رشید              | ۱۰ نوامبر ۲۰۰۸    | 4ALH07   | 9.79                     |
| ۷۲      | ۸          | «اووو»                   | پاملا فرایمن | کارتر بیز و کریگ توماس  | ۱۷ نوامبر ۲۰۰۸    | 4ALH09   | 9.99                     |
| ۷۳      | ۹          | «مرد برهنه»              | پاملا فرایمن | جو کلی                  | ۲۴ نوامبر ۲۰۰۸    | 4ALH08   | 9.96                     |
| ۷۴      | ۱۰         | «مبارزه»                 | پاملا فرایمن | ترزا مولیگان روزنتال    | ۸ دسامبر ۲۰۰۸     | 4ALH10   | 10.49                    |
| ۷۵      | ۱۱         | «مینسوتا کوچک»           | پاملا فرایمن | چاک تتهام               | ۱۵ دسامبر ۲۰۰۸    | 4ALH12   | 11.37                    |
| ۷۶      | ۱۲         | «فواید»                  | پاملا فرایمن | کورتنی کنگ              | ۱۲ ژانویه ۲۰۰۹    | 4ALH11   | 11.76                    |
| ۷۷      | ۱۳         | «سه روز برفی»            | پاملا فرایمن | مت کوهن                 | ۱۹ ژانویه ۲۰۰۹    | 4ALH13   | 10.69                    |
| ۷۸      | ۱۴         | «ممکن»                   | پاملا فرایمن | جاناتان گروف            | ۲ فوریه ۲۰۰۹      | 4ALH14   | 10.31                    |
| ۷۹      | ۱۵         | «استینسون‌ها»             | پاملا فرایمن | کارتر بیز و کریگ توماس  | ۲ مارس ۲۰۰۹       | 4ALH15   | 11.09                    |
| ۸۰      | ۱۶         | «متاسفم برادر»           | پاملا فرایمن | کریگ جرارد و متیو زینمن | ۹ مارس ۲۰۰۹       | 4ALH16   | 8.68                     |
| ۸۱      | ۱۷         | «ایوان جلویی»            | راب گرینبرگ  | کریس هریس               | ۱۶ مارس ۲۰۰۹      | 4ALH17   | 9.29                     |
| ۸۲      | ۱۸         | «کینگ کلنسی قدیمی»       | پاملا فرایمن | جیمی رونهایمر           | ۲۳ مارس ۲۰۰۹      | 4ALH19   | 7.36                     |
| ۸۳      | ۱۹         | «مورتاگ»                 | پاملا فرایمن | جو کلی                  | ۳۰ مارس ۲۰۰۹      | 4ALH18   | 9.20                     |
| ۸۴      | ۲۰         | «طرح‌های موزبیوس»         | پاملا فرایمن | کورتنی کنگ              | ۱۳ آوریل ۲۰۰۹     | 4ALH20   | 9.60                     |
| ۸۵      | ۲۱         | «قانون سه روز»           | پاملا فرایمن | گرگ مالینز              | ۲۷ آوریل ۲۰۰۹     | 4ALH22   | 8.87                     |
| ۸۶      | ۲۲         | «مکان مناسب، زمان مناسب» | پاملا فرایمن | استیون لوید             | ۴ مه ۲۰۰۹         | 4ALH21   | 8.89                     |
| ۸۷      | ۲۳         | «تا آنجا که می‌توان سریع» | پاملا فرایمن | کارتر بیز و کریگ توماس  | ۱۱ مه ۲۰۰۹        | 4ALH23   | 8.78                     |
| ۸۸      | ۲۴         | «پرش»                    | پاملا فرایمن | کارتر بیز و کریگ توماس  | ۱۸ مه ۲۰۰۹        | 4ALH24   | 8.73                     |

### فصل ۵ (۱۰–۲۰۰۹)
| شم. کلی | شم. در فصل | عنوان                        | کارگردان        | نویسنده                 | تاریخ انتشار اصلی | کد تولید | US تعداد بیننده (میلیون) |
| ------- | ---------- | ---------------------------- | --------------- | ----------------------- | ----------------- | -------- | ------------------------ |
| ۸۹      | ۱          | «تعاریف»                     | پاملا فرایمن    | کارتر بیز و کریگ توماس  | ۲۱ سپتامبر ۲۰۰۹   | 5ALH01   | 9.09                     |
| ۹۰      | ۲          | «قرار دوباره»                | پاملا فرایمن    | مت کوهن                 | ۲۸ سپتامبر ۲۰۰۹   | 5ALH02   | 8.71                     |
| ۹۱      | ۳          | «رابین ۱۰۱»                  | پاملا فرایمن    | کارتر بیز و کریگ توماس  | ۵ اکتبر ۲۰۰۹      | 5ALH03   | 8.08                     |
| ۹۲      | ۴          | «مسافرخانه‌دار بی جنسیت»      | پاملا فرایمن    | کورتنی کنگ              | ۱۲ اکتبر ۲۰۰۹     | 5ALH04   | 8.56                     |
| ۹۳      | ۵          | «دوئل شهروندی»               | پاملا فرایمن    | چاک تتهام               | ۱۹ اکتبر ۲۰۰۹     | 5ALH05   | 8.07                     |
| ۹۴      | ۶          | «کوله‌ها»                     | پاملا فرایمن    | رابیا رشید              | ۲ نوامبر ۲۰۰۹     | 5ALH06   | 8.82                     |
| ۹۵      | ۷          | «وصله خشن»                   | پاملا فرایمن    | کریس هریس               | ۹ نوامبر ۲۰۰۹     | 5ALH07   | 8.67                     |
| ۹۶      | ۸          | «کتاب بازی»                  | پاملا فرایمن    | کارتر بیز و کریگ توماس  | ۱۶ نوامبر ۲۰۰۹    | 5ALH08   | 8.16                     |
| ۹۷      | ۹          | «سیلی زدن ۲: انتقام سیلی»    | پاملا فرایمن    | جیمی رونهایمر           | ۲۳ نوامبر ۲۰۰۹    | 5ALH09   | 8.75                     |
| ۹۸      | ۱۰         | «پنجره»                      | پاملا فرایمن    | جو کلی                  | ۷ دسامبر ۲۰۰۹     | 5ALH11   | 8.79                     |
| ۹۹      | ۱۱         | «آخرین سیگار همیشه»          | پاملا فرایمن    | ترزا مولیگان روزنتال    | ۱۴ دسامبر ۲۰۰۹    | 5ALH10   | 9.65                     |
| ۱۰۰     | ۱۲         | «دختران در مقابل کت و شلوار» | پاملا فرایمن    | کارتر بیز و کریگ توماس  | ۱۱ ژانویه ۲۰۱۰    | 5ALH12   | 9.78                     |
| ۱۰۱     | ۱۳         | «جنکینز»                     | نیل پاتریک هریس | گرگ مالینز              | ۱۸ ژانویه ۲۰۱۰    | 5ALH13   | 10.41                    |
| ۱۰۲     | ۱۴         | «هفته عالی»                  | پاملا فرایمن    | کریگ جرارد و متیو زینمن | ۱ فوریه ۲۰۱۰      | 5ALH14   | 9.28                     |
| ۱۰۳     | ۱۵         | «خرگوش یا اردک»              | پاملا فرایمن    | کارتر بیز و کریگ توماس  | ۸ فوریه ۲۰۱۰      | 5ALH15   | 10.00                    |
| ۱۰۴     | ۱۶         | «قلاب»                       | پاملا فرایمن    | کورتنی کنگ              | ۱ مارس ۲۰۱۰       | 5ALH16   | 10.37                    |
| ۱۰۵     | ۱۷         | «البته»                      | پاملا فرایمن    | مت کوهن                 | ۸ مارس ۲۰۱۰       | 5ALH18   | 10.06                    |
| ۱۰۶     | ۱۸         | «بگو پنیر»                   | پاملا فرایمن    | رابیا رشید              | ۲۲ مارس ۲۰۱۰      | 5ALH17   | 8.37                     |
| ۱۰۷     | ۱۹         | «باغ وحش یا دروغ»            | پاملا فرایمن    | استیون لوید             | ۱۲ آوریل ۲۰۱۰     | 5ALH22   | 6.80                     |
| ۱۰۸     | ۲۰         | «خانه ویران»                 | پاملا فرایمن    | کریس هریس               | ۱۹ آوریل ۲۰۱۰     | 5ALH20   | 7.71                     |
| ۱۰۹     | ۲۱         | «تخت دو نفر»                 | پاملا فرایمن    | ترزا مولیگان روزنتال    | ۳ مه ۲۰۱۰         | 5ALH19   | 7.70                     |
| ۱۱۰     | ۲۲         | «ربات‌ها در مقابل کشتی گیران» | راب گرینبرگ     | جیمی رونهایمر           | ۱۰ مه ۲۰۱۰        | 5ALH21   | 8.10                     |
| ۱۱۱     | ۲۳         | «عروس عروسی»                 | پاملا فرایمن    | استیون لوید             | ۱۷ مه ۲۰۱۰        | 5ALH24   | 7.63                     |
| ۱۱۲     | ۲۴         | «دوپلگانگرها»                | پاملا فرایمن    | کارتر بیز و کریگ توماس  | ۲۴ مه ۲۰۱۰        | 5ALH23   | 8.06                     |

### فصل ۶ (۱۱–۲۰۱۰)
| شم. کلی | شم. در فصل | عنوان                     | کارگردان     | نویسنده                 | تاریخ انتشار اصلی | کد تولید | US تعداد بیننده (میلیون) |
| ------- | ---------- | ------------------------- | ------------ | ----------------------- | ----------------- | -------- | ------------------------ |
| ۱۱۳     | ۱          | «روزهای بزرگ»             | پاملا فرایمن | کارتر بیز و کریگ توماس  | ۲۰ سپتامبر ۲۰۱۰   | 6ALH01   | 8.79                     |
| ۱۱۴     | ۲          | «تمیز کردن خانه»          | پاملا فرایمن | استیون لوید             | ۲۷ سپتامبر ۲۰۱۰   | 6ALH02   | 9.00                     |
| ۱۱۵     | ۳          | «ناتمام»                  | پاملا فرایمن | جیمی رونهایمر           | ۴ اکتبر ۲۰۱۰      | 6ALH03   | 8.60                     |
| ۱۱۶     | ۴          | «جنگ‌های مترو»             | پاملا فرایمن | کریس هریس               | ۱۱ اکتبر ۲۰۱۰     | 6ALH04   | 8.48                     |
| ۱۱۷     | ۵          | «معمار تخریب»             | پاملا فرایمن | کارتر بیز و کریگ توماس  | ۱۸ اکتبر ۲۰۱۰     | 6ALH05   | 8.05                     |
| ۱۱۸     | ۶          | «حرفه بچه»                | پاملا فرایمن | جو کلی                  | ۲۵ اکتبر ۲۰۱۰     | 6ALH07   | 8.29                     |
| ۱۱۹     | ۷          | «کنینگ رندی»              | پاملا فرایمن | چاک تتهام               | ۱ نوامبر ۲۰۱۰     | 6ALH06   | 8.88                     |
| ۱۲۰     | ۸          | «تاریخ طبیعی»             | پاملا فرایمن | کارتر بیز و کریگ توماس  | ۸ نوامبر ۲۰۱۰     | 6ALH09   | 8.87                     |
| ۱۲۱     | ۹          | «گلیتر»                   | پاملا فرایمن | کورتنی کنگ              | ۱۵ نوامبر ۲۰۱۰    | 6ALH08   | 8.87                     |
| ۱۲۲     | ۱۰         | «بلیتز گوینگ»             | پاملا فرایمن | ترزا مولیگان روزنتال    | ۲۲ نوامبر ۲۰۱۰    | 6ALH10   | 8.73                     |
| ۱۲۳     | ۱۱         | «نظریه پری دریایی»        | پاملا فرایمن | رابیا رشید              | ۶ دسامبر ۲۰۱۰     | 6ALH11   | 9.26                     |
| ۱۲۴     | ۱۲         | «مثبت کاذب»               | پاملا فرایمن | کریگ جرارد و متیو زینمن | ۱۳ دسامبر ۲۰۱۰    | 6ALH12   | 9.70                     |
| ۱۲۵     | ۱۳         | «خبر بد»                  | پاملا فرایمن | جنیفر هندریکز           | ۳ ژانویه ۲۰۱۱     | 6ALH13   | 10.15                    |
| ۱۲۶     | ۱۴         | «کلمات آخر»               | پاملا فرایمن | کارتر بیز و کریگ توماس  | ۱۷ ژانویه ۲۰۱۱    | 6ALH14   | 10.54                    |
| ۱۲۷     | ۱۵         | «اوه هانی»                | پاملا فرایمن | کارتر بیز و کریگ توماس  | ۷ فوریه ۲۰۱۱      | 6ALH15   | 10.00                    |
| ۱۲۸     | ۱۶         | «روز ناامیدی»             | پاملا فرایمن | تمی سگر                 | ۱۴ فوریه ۲۰۱۱     | 6ALH16   | 9.51                     |
| ۱۲۹     | ۱۷         | «جزیره زباله»             | مایکل شیا    | تام روپرشت              | ۲۱ فوریه ۲۰۱۱     | 6ALH17   | 9.33                     |
| ۱۳۰     | ۱۸         | «تغییر قلب»               | پاملا فرایمن | مت کوهن                 | ۲۸ فوریه ۲۰۱۱     | 6ALH19   | 9.24                     |
| ۱۳۱     | ۱۹         | «افسانه»                  | پاملا فرایمن | دن گریگور و دگ مند      | ۲۱ مارس ۲۰۱۱      | 6ALH18   | 8.03                     |
| ۱۳۲     | ۲۰         | «زیر کوفته در حال انفجار» | پاملا فرایمن | استیون لوید             | ۱۱ آوریل ۲۰۱۱     | 6ALH20   | 6.87                     |
| ۱۳۳     | ۲۱         | «ناامید»                  | پاملا فرایمن | کریس هریس               | ۱۸ آوریل ۲۰۱۱     | 6ALH22   | 6.49                     |
| ۱۳۴     | ۲۲         | «کوکتل عالی»              | پاملا فرایمن | جو کلی                  | ۲ مه ۲۰۱۱         | 6ALH21   | 6.77                     |
| ۱۳۵     | ۲۳         | «نمادهای دیدنی»           | پاملا فرایمن | کارتر بیز و کریگ توماس  | ۹ مه ۲۰۱۱         | 6ALH24   | 6.41                     |
| ۱۳۶     | ۲۴         | «چالش پذیرفته شد»         | پاملا فرایمن | کارتر بیز و کریگ توماس  | ۱۶ مه ۲۰۱۱        | 6ALH23   | 7.15                     |

### فصل ۷ (۱۲–۲۰۱۱)
| شم. کلی | شم. در فصل | عنوان                   | کارگردان     | نویسنده                             | تاریخ انتشار اصلی | کد تولید     | US تعداد بیننده (میلیون) |
| ------- | ---------- | ----------------------- | ------------ | ----------------------------------- | ----------------- | ------------ | ------------------------ |
| ۱۳۷     | ۱          | «بهترین مرد»            | پاملا فرایمن | کارتر بیز و کریگ توماس              | ۱۹ سپتامبر ۲۰۱۱   | 7ALH01       | 11.00                    |
| ۱۳۸     | ۲          | «حقیقت برهنه»           | پاملا فرایمن | استیون لوید                         | ۱۹ سپتامبر ۲۰۱۱   | 7ALH02       | 12.22                    |
| ۱۳۹     | ۳          | «کراوات اردکی»          | راب گرینبرگ  | کارتر بیز و کریگ توماس              | ۲۶ سپتامبر ۲۰۱۱   | 7ALH03       | 10.50                    |
| ۱۴۰     | ۴          | «بحران موشکی استینسون»  | پاملا فرایمن | کورتنی کنگ                          | ۳ اکتبر ۲۰۱۱      | 7ALH04       | 10.39                    |
| ۱۴۱     | ۵          | «گردش علمی»             | پاملا فرایمن | جیمی رونهایمر                       | ۱۰ اکتبر ۲۰۱۱     | 7ALH06       | 8.89                     |
| ۱۴۲     | ۶          | «راز در مقابل تاریخ»    | پاملا فرایمن | چاک تتهام                           | ۱۷ اکتبر ۲۰۱۱     | 7ALH05       | 9.81                     |
| ۱۴۳     | ۷          | «نورتا»                 | پاملا فرایمن | مت کوهن                             | ۲۴ اکتبر ۲۰۱۱     | 7ALH07       | 9.87                     |
| ۱۴۴     | ۸          | «بازگشت کدوتنبل هرزه»»  | پاملا فرایمن | تمی سگر                             | ۳۱ اکتبر ۲۰۱۱     | 7ALH08       | 10.49                    |
| ۱۴۵     | ۹          | «فاجعه پیشگیری شده»     | مایکل شیا    | رابیا رشید                          | ۷ نوامبر ۲۰۱۱     | 7ALH09       | 10.28                    |
| ۱۴۶     | ۱۰         | «تیک تیک تیک…»          | پاملا فرایمن | کریس هریس                           | ۱۴ نوامبر ۲۰۱۱    | 7ALH10       | 10.42                    |
| ۱۴۷     | ۱۱         | «دختر بازگشتی»          | پاملا فرایمن | کارتر بیز و کریگ توماس              | ۲۱ نوامبر ۲۰۱۱    | 7ALH11       | 10.01                    |
| ۱۴۸     | ۱۲         | «سمفونی روشنایی»        | پاملا فرایمن | جو کلی                              | ۵ دسامبر ۲۰۱۱     | 7ALH12       | 11.51                    |
| ۱۴۹     | ۱۳         | «درب عقبی»              | پاملا فرایمن | کارتر بیز و کریگ توماس              | ۲ ژانویه ۲۰۱۲     | 7ALH13       | 10.14                    |
| ۱۵۰     | ۱۴         | «۴۶ دقیقه»              | پاملا فرایمن | دن گریگور و دگ مند                  | ۱۶ ژانویه ۲۰۱۲    | 7ALH14       | 10.08                    |
| ۱۵۱     | ۱۵         | «زنبوردار در حال سوختن» | پاملا فرایمن | کارتر بیز و کریگ توماس              | ۶ فوریه ۲۰۱۲      | 7ALH17       | 9.98                     |
| ۱۵۲     | ۱۶         | «قطار مست»              | پاملا فرایمن | کریگ جرارد و متیو زینمن             | ۱۳ فوریه ۲۰۱۲     | 7ALH16       | 9.01                     |
| ۱۵۳     | ۱۷         | «بدون فشار»             | پاملا فرایمن | جورج اسلون                          | ۲۰ فوریه ۲۰۱۲     | 7ALH15       | 9.68                     |
| ۱۵۴     | ۱۸         | «کارما»                 | پاملا فرایمن | استیون لوید                         | ۲۷ فوریه ۲۰۱۲     | 7ALH18       | 9.07                     |
| ۱۵۵     | ۱۹         | «نفس»                   | پاملا فرایمن | کارتر بیز و کریگ توماس              | ۱۹ مارس ۲۰۱۲      | 7ALH19       | 8.15                     |
| ۱۵۶     | ۲۰         | «زمان سه‌گانه»           | پاملا فرایمن | کورتنی کنگ                          | ۹ آوریل ۲۰۱۲      | 7ALH23       | 8.00                     |
| ۱۵۷     | ۲۱         | «اکنون ما زوج هستم»     | پاملا فرایمن | چاک تتهام                           | ۱۶ آوریل ۲۰۱۲     | 7ALH22       | 7.24                     |
| ۱۵۸     | ۲۲         | «دیوانه خوب»            | پاملا فرایمن | کارتر بیز و کریگ توماس              | ۳۰ آوریل ۲۰۱۲     | 7ALH20       | 7.99                     |
| ۱۵۹۱۶۰  | ۲۳۲۴       | «رمز شعبده‌باز»          | پاملا فرایمن | جنیفر هندریکزکارتر بیز و کریگ توماس | ۱۴ مه ۲۰۱۲        | 7ALH217ALH24 | 8.58                     |

### فصل ۸ (۱۳–۲۰۱۲)
| شم. کلی | شم. در فصل | عنوان                           | کارگردان     | نویسنده                                   | تاریخ انتشار اصلی | کد تولید     | US تعداد بیننده (میلیون) |
| ------- | ---------- | ------------------------------- | ------------ | ----------------------------------------- | ----------------- | ------------ | ------------------------ |
| ۱۶۱     | ۱          | «فرهمپتون»                      | پاملا فرایمن | کارتر بیز و کریگ توماس                    | ۲۴ سپتامبر ۲۰۱۲   | 8ALH01       | 8.84                     |
| ۱۶۲     | ۲          | «پیش عروسی»                     | پاملا فرایمن | کارتر بیز و کریگ توماس                    | ۱ اکتبر ۲۰۱۲      | 8ALH02       | 8.17                     |
| ۱۶۳     | ۳          | «دایه‌ها»                        | پاملا فرایمن | چاک تتهام                                 | ۸ اکتبر ۲۰۱۲      | 8ALH03       | 7.82                     |
| ۱۶۴     | ۴          | «چه کسی می‌خواهد پدرخوانده شود؟» | پاملا فرایمن | مت کوهن                                   | ۱۵ اکتبر ۲۰۱۲     | 8ALH04       | 7.93                     |
| ۱۶۵     | ۵          | «پاییز جدایی‌ها»                 | پاملا فرایمن | کورتنی کنگ                                | ۵ نوامبر ۲۰۱۲     | 8ALH06       | 7.22                     |
| ۱۶۶     | ۶          | «اسپلتس ویل»                    | پاملا فرایمن | استیون لوید                               | ۱۲ نوامبر ۲۰۱۲    | 8ALH05       | 7.95                     |
| ۱۶۷     | ۷          | «ولگرد تمبر»                    | پاملا فرایمن | تمی سگر                                   | ۱۹ نوامبر ۲۰۱۲    | 8ALH07       | 7.45                     |
| ۱۶۸     | ۸          | «دوازده زن شاخدار»              | پاملا فرایمن | اریک فالکونر و کریس رومانو                | ۲۶ نوامبر ۲۰۱۲    | 8ALH08       | 8.73                     |
| ۱۶۹     | ۹          | «خرچنگ خزیدن»                   | پاملا فرایمن | باربارا آدلر                              | ۳ دسامبر ۲۰۱۲     | 8ALH09       | 8.26                     |
| ۱۷۰     | ۱۰         | «اصلاح پیش از حد»               | پاملا فرایمن | کریگ جرارد و متیو زینمن                   | ۱۰ دسامبر ۲۰۱۲    | 8ALH10       | 8.82                     |
| ۱۷۱۱۷۲  | ۱۱۱۲       | «صفحه پایانی»                   | پاملا فرایمن | دن گریگور و دگ مند کارتر بیز و کریگ توماس | ۱۷ دسامبر ۲۰۱۲    | 8ALH118ALH12 | 8.70                     |
| ۱۷۳     | ۱۳         | «گروه یا دی‌جی»                  | پاملا فرایمن | کارتر بیز و کریگ توماس                    | ۱۴ ژانویه ۲۰۱۳    | 8ALH13       | 10.51                    |
| ۱۷۴     | ۱۴         | «زنگ بالا»                      | پاملا فرایمن | جنیفر هندریکس                             | ۲۱ ژانویه ۲۰۱۳    | 8ALH14       | 10.07                    |
| ۱۷۵     | ۱۵         | «پی‌نوشت، دوستت دارم»            | پاملا فرایمن | کارتر بیز و کریگ توماس                    | ۴ فوریه ۲۰۱۳      | 8ALH15       | 10.30                    |
| ۱۷۶     | ۱۶         | «دیوانه بد»                     | پاملا فرایمن | کارتر بیز و کریگ توماس                    | ۱۱ فوریه ۲۰۱۳     | 8ALH16       | 8.98                     |
| ۱۷۷     | ۱۷         | «زیر سیگاری»                    | پاملا فرایمن | کارتر بیز و کریگ توماس                    | ۱۸ فوریه ۲۰۱۳     | 8ALH18       | 8.85                     |
| ۱۷۸     | ۱۸         | «آخر هفته در بارنی»             | پاملا فرایمن | جرج اسلون                                 | ۲۵ فوریه ۲۰۱۳     | 8ALH17       | 8.59                     |
| ۱۷۹     | ۱۹         | «قلعه»                          | مایکل شی     | استیون لوید                               | ۱۸ مارس ۲۰۱۳      | 8ALH20       | 7.44                     |
| ۱۸۰     | ۲۰         | «مسافران زمان»                  | پاملا فرایمن | کارتر بیز و کریگ توماس                    | ۲۵ مارس ۲۰۱۳      | 8ALH19       | 6.99                     |
| ۱۸۱     | ۲۱         | «محور روموارد»                  | پاملا فرایمن | چاک تتهام                                 | ۱۵ آوریل ۲۰۱۳     | 8ALH22       | 6.58                     |
| ۱۸۲     | ۲۲         | «برادر میتسوا»                  | پاملا فرایمن | کریس هریس                                 | ۲۹ آوریل ۲۰۱۳     | 8ALH21       | 7.06                     |
| ۱۸۳     | ۲۳         | «یک چیز قدیمی»                  | پاملا فرایمن | کارتر بیز و کریگ توماس                    | ۶ مه ۲۰۱۳         | 8ALH23       | 6.99                     |
| ۱۸۴     | ۲۴         | «یک چیز جدید»                   | پاملا فرایمن | کارتر بیز و کریگ توماس                    | ۱۳ مه ۲۰۱۳        | 8ALH24       | 8.57                     |

### فصل ۹ (۱۴–۲۰۱۳)
| شم. کلی | شم. در فصل | عنوان                                | کارگردان     | نویسنده                 | تاریخ انتشار اصلی | کد تولید | US تعداد بیننده (میلیون) |
| ------- | ---------- | ------------------------------------ | ------------ | ----------------------- | ----------------- | -------- | ------------------------ |
| ۱۸۵     | ۱          | «لاکت»                               | پاملا فرایمن | کارتر بیز و کریگ توماس  | ۲۳ سپتامبر ۲۰۱۳   | 9ALH01   | 9.40                     |
| ۱۸۶     | ۲          | «بازگشت»                             | پاملا فرایمن | کارتر بیز و کریگ توماس  | ۲۳ سپتامبر ۲۰۱۳   | 9ALH02   | 9.40                     |
| ۱۸۷     | ۳          | «آخرین بار در نیویورک»               | پاملا فرایمن | کریگ جرارد و متیو زینمن | ۳۰ سپتامبر ۲۰۱۳   | 9ALH04   | 7.87                     |
| ۱۸۸     | ۴          | «رمز شکسته»                          | پاملا فرایمن | مت کوهن                 | ۷ اکتبر ۲۰۱۳      | 9ALH03   | 7.53                     |
| ۱۸۹     | ۵          | «بازی پوکر»                          | پاملا فرایمن | دن گریگور و دگ مند      | ۱۴ اکتبر ۲۰۱۳     | 9ALH05   | 7.98                     |
| ۱۹۰     | ۶          | «نایت ویژن»                          | پاملا فرایمن | کریس هریس               | ۲۱ اکتبر ۲۰۱۳     | 9ALH07   | 7.64                     |
| ۱۹۱     | ۷          | «هیچ سئوالی پرسیده نشود»             | پاملا فرایمن | استیون لوید             | ۲۸ اکتبر ۲۰۱۳     | 9ALH06   | 7.63                     |
| ۱۹۲     | ۸          | «فانوس دریایی»                       | پاملا فرایمن | ریچل آکسلر              | ۴ نوامبر ۲۰۱۳     | 9ALH08   | 8.67                     |
| ۱۹۳     | ۹          | «افلاطونی»                           | پاملا فرایمن | جرج اسلون               | ۱۱ نوامبر ۲۰۱۳    | 9ALH10   | 8.08                     |
| ۱۹۴     | ۱۰         | «مامان و بابا»                       | پاملا فرایمن | کارتر بیز و کریگ توماس  | ۱۸ نوامبر ۲۰۱۳    | 9ALH09   | 8.11                     |
| ۱۹۵     | ۱۱         | «داستان‌های قبل از خواب»              | پاملا فرایمن | کارتر بیز و کریگ توماس  | ۲۵ نوامبر ۲۰۱۳    | 9ALH12   | 7.64                     |
| ۱۹۶     | ۱۲         | «شام تمرینی»                         | پاملا فرایمن | چاک تتهام               | ۲ دسامبر ۲۰۱۳     | 9ALH11   | 8.04                     |
| ۱۹۷     | ۱۳         | «بازیکن باس تحت تعقیب است»           | پاملا فرایمن | کارتر بیز و کریگ توماس  | ۱۶ دسامبر ۲۰۱۳    | 9ALH13   | 7.71                     |
| ۱۹۸     | ۱۴         | «سیلی زدن ۳: سیلی زدن درمورد ازدواج» | پاملا فرایمن | کارتر بیز و کریگ توماس  | ۱۳ ژانویه ۲۰۱۴    | 9ALH15   | 8.59                     |
| ۱۹۹     | ۱۵         | «لغو مکث»                            | پاملا فرایمن | کریس هریس               | ۲۰ ژانویه ۲۰۱۴    | 9ALH14   | 8.83                     |
| ۲۰۰     | ۱۶         | «چگونه مادرتان با من آشنا شد»        | پاملا فرایمن | کارتر بیز و کریگ توماس  | ۲۷ ژانویه ۲۰۱۴    | 9ALH16   | 10.81                    |
| ۲۰۱     | ۱۷         | «طلوع خورشید»                        | پاملا فرایمن | کارتر بیز و کریگ توماس  | ۳ فوریه ۲۰۱۴      | 9ALH18   | 9.98                     |
| ۲۰۲     | ۱۸         | «رالی»                               | پاملا فرایمن | کارتر بیز و کریگ توماس  | ۲۴ فوریه ۲۰۱۴     | 9ALH17   | 9.28                     |
| ۲۰۳     | ۱۹         | «وزوویوس»                            | پاملا فرایمن | باربارا ادلر            | ۳ مارس ۲۰۱۴       | 9ALH19   | 9.11                     |
| ۲۰۴     | ۲۰         | «دیزی»                               | پاملا فرایمن | کارتر بیز و کریگ توماس  | ۱۰ مارس ۲۰۱۴      | 9ALH20   | 7.70                     |
| ۲۰۵     | ۲۱         | «گری بلاومن»                         | پاملا فرایمن | کورتنی کنگ              | ۱۷ مارس ۲۰۱۴      | 9ALH22   | 7.78                     |
| ۲۰۶     | ۲۲         | «انتهای راهرو»                       | پاملا فرایمن | کارتر بیز و کریگ توماس  | ۲۴ مارس ۲۰۱۴      | 9ALH21   | 9.04                     |
| ۲۰۷۲۰۸  | ۲۳۲۴       | «برای همیشه»                         | پاملا فرایمن | کارتر بیز و کریگ توماس  | ۳۱ مارس ۲۰۱۴      | 13.13    |                          |

## رتبه‌بندی‌ها
| فصل | فصل | شمارهٔ قسمت | شمارهٔ قسمت | شمارهٔ قسمت | شمارهٔ قسمت | شمارهٔ قسمت | شمارهٔ قسمت | شمارهٔ قسمت | شمارهٔ قسمت | شمارهٔ قسمت | شمارهٔ قسمت | شمارهٔ قسمت | شمارهٔ قسمت | شمارهٔ قسمت | شمارهٔ قسمت | شمارهٔ قسمت | شمارهٔ قسمت | شمارهٔ قسمت | شمارهٔ قسمت | شمارهٔ قسمت | شمارهٔ قسمت | شمارهٔ قسمت | شمارهٔ قسمت | شمارهٔ قسمت | شمارهٔ قسمت |
| فصل | فصل | ۱          | ۲          | ۳          | ۴          | ۵          | ۶          | ۷          | ۸          | ۹          | ۱۰         | ۱۱         | ۱۲         | ۱۳         | ۱۴         | ۱۵         | ۱۶         | ۱۷         | ۱۸         | ۱۹         | ۲۰         | ۲۱         | ۲۲         | ۲۳         | ۲۴         |
| --- | --- | ---------- | ---------- | ---------- | ---------- | ---------- | ---------- | ---------- | ---------- | ---------- | ---------- | ---------- | ---------- | ---------- | ---------- | ---------- | ---------- | ---------- | ---------- | ---------- | ---------- | ---------- | ---------- | ---------- | ---------- |
|     | ۱   | ۱۰٫۹۴      | ۱۰٫۴۰      | ۱۰٫۴۴      | ۹٫۸۴       | ۱۰٫۱۴      | ۱۰٫۸۹      | ۱۰٫۵۵      | ۱۰٫۳۵      | ۱۰٫۲۹      | ۱۲٫۲۷      | ۱۰٫۳۶      | ۱۱٫۴۹      | ۱۰٫۸۲      | ۱۰٫۹۴      | ۹٫۸۲       | ۱۰٫۱۵      | ۹٫۸۰       | ۷٫۶۵       | ۷٫۶۰       | ۷٫۲۴       | ۸٫۰۷       | ۸٫۶۴       | ن/م        | ن/م        |
|     | ۲   | ۱۰٫۴۸      | ۹٫۱۴       | ۹٫۳۲       | ۹٫۰۹       | ۹٫۰۵       | ۹٫۵۹       | ۸٫۲۲       | ۹٫۳۳       | ۸٫۸۵       | ۹٫۸۵       | ۸٫۸۱       | ۸٫۳۷       | ۹٫۴۲       | ۱۰٫۶۱      | ۹٫۶۸       | ۸٫۹۵       | ۹٫۳۳       | ۷٫۲۷       | ۹٫۹۰       | ۷٫۲۴       | ۷٫۶۹       | ۹٫۹۰       | ن/م        | ن/م        |
|     | ۳   | ۸٫۱۲       | ۷٫۸۸       | ۷٫۹۶       | ۷٫۷۱       | ۸٫۵۰       | ۸٫۵۵       | ۸٫۷۷       | ۸٫۵۸       | ۸٫۰۶       | ۷٫۹۱       | ۸٫۴۹       | ۹٫۷۳       | ۱۰٫۶۷      | ۹٫۵۰       | ۷٫۹۹       | ۸٫۴۵       | ۸٫۸۴       | ۸٫۳۶       | ۸٫۹۳       | ۷٫۹۹       | ن/م        | ن/م        | ن/م        | ن/م        |
|     | ۴   | ۹٫۷۹       | ۸٫۷۲       | ۸٫۹۷       | ۹٫۲۵       | ۹٫۴۵       | ۹٫۴۰       | ۹٫۷۹       | ۹٫۹۹       | ۱۰٫۰۴      | ۱۰٫۴۹      | ۱۱٫۴۴      | ۱۱٫۷۶      | ۱۰٫۶۹      | ۱۰٫۳۰      | ۱۱٫۰۸      | ۸٫۵۱       | ۹٫۲۹       | ۷٫۳۶       | ۹٫۲۰       | ۹٫۵۶       | ۸٫۸۷       | ۸٫۸۹       | ۸٫۷۰       | ۸٫۷۳       |
|     | ۵   | ۹٫۰۹       | ۸٫۷۳       | ۸٫۲۳       | ۸٫۵۶       | ۸٫۰۷       | ۸٫۸۲       | ۸٫۸۲       | ۸٫۴۴       | ۸٫۷۵       | ۸٫۷۹       | ۹٫۶۵       | ۹٫۷۸       | ۱۰٫۵۲      | ۹٫۲۸       | ۱۰٫۰۰      | ۱۰٫۳۷      | ۱۰٫۰۶      | ۸٫۳۷       | ۶٫۸۸       | ۷٫۷۱       | ۷٫۷۰       | ۸٫۱۶       | ۷٫۶۹       | ۸٫۱۸       |
|     | ۶   | ۸٫۷۹       | ۹٫۰۰       | ۸٫۶۰       | ۸٫۴۸       | ۸٫۰۵       | ۸٫۲۹       | ۸٫۸۸       | ۸٫۸۷       | ۸٫۸۷       | ۸٫۷۳       | ۹٫۲۶       | ۹٫۷۰       | ۱۰٫۱۵      | ۱۰٫۵۴      | ۱۰٫۰۰      | ۹٫۵۱       | ۹٫۳۳       | ۹٫۲۴       | ۸٫۰۳       | ۶٫۸۷       | ۶٫۴۹       | ۶٫۷۷       | ۶٫۴۱       | ۷٫۱۶       |
|     | ۷   | ۱۱٫۰۰      | ۱۲٫۲۲      | ۱۰٫۵۰      | ۱۰٫۳۹      | ۸٫۸۹       | ۹٫۸۱       | ۹٫۸۷       | ۱۰٫۴۹      | ۱۰٫۲۸      | ۱۰٫۴۲      | ۱۰٫۰۱      | ۱۱٫۵۱      | ۱۰٫۱۴      | ۱۰٫۰۸      | ۹٫۹۸       | ۹٫۰۱       | ۹٫۶۸       | ۹٫۰۷       | ۸٫۱۵       | ۸٫۰۰       | ۷٫۲۴       | ۷٫۹۹       | ۸٫۵۸       | ۸٫۵۸       |
|     | ۸   | ۸٫۸۴       | ۸٫۱۷       | ۷٫۸۲       | ۷٫۹۳       | ۷٫۲۲       | ۷٫۹۵       | ۷٫۴۵       | ۸٫۷۳       | ۸٫۲۶       | ۸٫۸۲       | ۸٫۷۰       | ۸٫۷۰       | ۱۰٫۵۱      | ۱۰٫۰۷      | ۱۰٫۳۰      | ۸٫۹۸       | ۸٫۸۵       | ۸٫۵۹       | ۷٫۴۴       | ۶٫۹۹       | ۶٫۵۸       | ۷٫۰۶       | ۶٫۹۹       | ۸٫۵۷       |
|     | ۹   | ۹٫۴۰       | ۹٫۴۰       | ۷٫۸۷       | ۷٫۵۳       | ۷٫۹۸       | ۷٫۶۴       | ۷٫۶۳       | ۸٫۶۷       | ۸٫۰۸       | ۸٫۱۱       | ۷٫۶۴       | ۸٫۰۴       | ۷٫۷۱       | ۸٫۵۹       | ۸٫۸۳       | ۱۰٫۸۱      | ۹٫۹۸       | ۹٫۲۸       | ۹٫۱۱       | ۷٫۷۰       | ۷٫۷۸       | ۹٫۰۴       | ۱۳٫۱۳      | ۱۳٫۱۳      |